# Мазог
Мазо́г (фр. Mazaugues) — коммуна на юго-востоке Франции в регионе Прованс — Альпы — Лазурный берег, департамент Вар, округ Бриньоль, кантон Гареу.
Площадь коммуны — 53,79 км², население — 673 человека (2006) с выраженной тенденцией к росту: 848 человек (2012), плотность населения — 16,0 чел/км².

## Население
Население коммуны в 2011 году составляло — 838 человек, а в 2012 году — 848 человек.
| 1962 | 1968 | 1975 | 1982 | 1990 | 1999 | 2004 | 2006 | 2009 | 2011 | 2012 |
| ---- | ---- | ---- | ---- | ---- | ---- | ---- | ---- | ---- | ---- | ---- |
| 338  | 365  | 331  | 359  | 461  | 511  | 613  | 673  | 801  | 838  | 848  |

Динамика населения:

## Экономика
В 2010 году из 510 человек трудоспособного возраста (от 15 до 64 лет) 366 были экономически активными, 144 — неактивными (показатель активности 71,8 %, в 1999 году — 61,6 %). Из 366 активных трудоспособных жителей работали 318 человек (190 мужчин и 128 женщин), 48 числились безработными (19 мужчин и 29 женщин). Среди 144 трудоспособных неактивных граждан 31 были учениками либо студентами, 51 — пенсионерами, а ещё 62 — были неактивны в силу других причин.
На протяжении 2010 года в коммуне числилось 342 облагаемых налогом домохозяйства, в которых проживало 778,5 человек. При этом медиана доходов составила 18 тысяч 304 евро на одного налогоплательщика.